# Liste der Regierungen der Region Brüssel-Hauptstadt
Liste der Regierungen der Region Brüssel-Hauptstadt seit 1989
| Nr. | Regierung              | Ministerpräsident               | Parteien                           | Parteien            | Periode   |
| Nr. | Regierung              | Ministerpräsident               | flämischsprachig                   | französischsprachig | Periode   |
| --- | ---------------------- | ------------------------------- | ---------------------------------- | ------------------- | --------- |
| 01  | Regierung Picqué I     | Charles Picqué (PS)             | CVP, SP, VU                        | PS, FDF, PSC        | 1989–1995 |
| 02  | Regierung Picqué II    | Charles Picqué (PS)             | CVP, SP, VU                        | PRL-FDF, PS         | 1995–1999 |
| 03  | Regierung Simonet I    | Jacques Simonet (PRL)           | CVP, VLD, SP                       | PRL-FDF-MCC, PS     | 1999–2000 |
| 04  | Regierung de Donnea    | François-Xavier de Donnea (PRL) | CVP, VLD, SP                       | PRL-FDF-MCC, PS     | 2000–2003 |
| 05  | Regierung Ducarme      | Daniel Ducarme (MR)             | CD&V, VLD, sp.a                    | MR, PS              | 2003–2004 |
| 06  | Regierung Simonet II   | Jacques Simonet (MR)            | CD&V, VLD, sp.a                    | MR, PS              | 2004      |
| 07  | Regierung Picqué III   | Charles Picqué (PS)             | VLD, sp.a, CD&V                    | PS, cdH, Ecolo      | 2004–2009 |
| 08  | Regierung Picqué IV    | Charles Picqué (PS)             | Open VLD, CD&V, Groen!             | PS, Ecolo, cdH      | 2009–2013 |
| 09  | Regierung Vervoort I   | Rudi Vervoort (PS)              | Open VLD, CD&V, Groen              | PS, Ecolo, cdH      | 2013–2014 |
| 10  | Regierung Vervoort II  | Rudi Vervoort (PS)              | Open VLD, sp.a, CD&V               | PS, FDF, cdH        | 2014–2019 |
| 11  | Regierung Vervoort III | Rudi Vervoort (PS)              | Groen, Open VLD, one.brussels-sp.a | PS, Ecolo, DéFI     | seit 2019 |